# Macarostola ceryx
Macarostola ceryx är en fjärilsart som först beskrevs av Diakonoff 1955.  Macarostola ceryx ingår i släktet Macarostola och familjen styltmalar.
Artens utbredningsområde är Papua Nya Guinea. Inga underarter finns listade i Catalogue of Life.